# Whirlwind Peak
Der Whirlwind Peak ist ein 2427 m hoher Berg mit einer Schartenhöhe von 97 m im Südwesten der kanadischen Provinz British Columbia, im Squamish-Lillooet Regional District.

## Geographie
Der Whirlwind Peak liegt im Garibaldi Provincial Park in den Garibaldi Ranges der Coast Mountains. Sein Gipfel ist der achthöchste Punkt der Fitzsimmons Range, einer Teilkette der Garibaldi Ranges. Er liegt 14 km südöstlich von Whistler, 1,31 km südsüdöstlich des Fissile Peak, 1,76 km südwestlich des Overlord Mountain (2625 m) und 0,94 km westsüdwestlich des Refuse Pinnacle, des nächsthöheren Berges. Der Whirlwind Peak gehört zum Massiv des Overlord Mountain.
Die Abflüsse der Niederschläge am Berg fließen in Zuflüsse des Cheakamus River. Der Whirlwind ist eher für den steilen Anstieg aus dem lokalen Gelände als für seine absolute Höhe bemerkenswert, da die Höhenunterschiede im Relief 1525 m zwischen Gipfel und dem 2,5 km entfernten Fluss betragen.
| Fissile Peak   | Overlord Glacier | Overlord Mountain  |
| Cheakamus Lake |                  | Mount Benvolio     |
| Mount Davidson | Cheakamus River  | Cheakamus Mountain |

## Geschichte
Der Name des Berges (dt. „Windhose“ oder „Wirbelwind“) stammt vom Garibaldi Park Board und wurde aufgrund des Auftretens eines zerstörerischen Sturms gewählt, der eine waldbestandene Fläche an den Hängen des Berges eingeebnet hatte. Das Toponym des Berges wurde am 2. September 1930 vom Geographical Names Board of Canada offiziell anerkannt. Die Erstbesteigung wurde 1923 durch Neal Carter und Charles Townsend ausgeführt.

## Klima
In Bezug auf die Klimaklassifikation nach Köppen und Geiger herrscht am Whirlwind Peak ein Westseiten-Seeklima. Die meisten Wetterfronten stammen vom Pazifik und bewegen sich ostwärts auf die Coast Mountains zu, wo sie durch die Berge zum  Aufsteigen (Windstau) gezwungen werden, was wiederum dazu führt, dass die enthaltene Feuchtigkeit in Form von Regen oder Schnee abgegeben wird. Im Ergebnis führt das zu hohen Niederschlägen in den Coast Mountains, insbesondere zu starken Schneefällen im Winter. Die Temperaturen können unter −20 °C fallen, unter Berücksichtigung von Windchill-Einfluss unter −30 °C. Dieses Klima nährt den Overlord Glacier am Nordhang des Berges. Die Monate Juli bis September bieten die besten Wetterbedingungen für einen Aufstieg.